# Saison 2018-2019 des Clippers de Los Angeles
La saison 2018-2019 des Clippers de Los Angeles est la 49e saison de la franchise en National Basketball Association (NBA) et la 35e saison à Los Angeles.

## Draft
| Tour | Choix | Joueur          | Poste | Nationalité | Provenance                 |
| ---- | ----- | --------------- | ----- | ----------- | -------------------------- |
| 1    | 12    | Miles Bridges   | F     | États-Unis  | Spartans de Michigan State |
| 1    | 13    | Jerome Robinson | G     | États-Unis  | Eagles de Boston College   |

## Matchs

### Summer League
| Summer League Total: 2-4 |

| Match | Date match | Équipe       | Score    | Meilleur marqueur            | Meilleur rebondeur     | Meilleur passeur            | Lieux Spectateurs    | Série |
| ----- | ---------- | ------------ | -------- | ---------------------------- | ---------------------- | --------------------------- | -------------------- | ----- |
| 1     | 6 juillet  | Golden State | D 71-77  | Sindarius Thornwell (18)     | Jerrett, Upshaw (10)   | Shai Gilgeous-Alexander (4) | Thomas & Mack Center | 0 - 1 |
| 2     | 8 juillet  | Sacramento   | V 88-78  | Sindarius Thornwell (22)     | Delgado, Alexander (8) | Sindarius Thornwell (4)     | Cox Pavilion         | 1 - 1 |
| 3     | 9 juillet  | Houston      | D 90-104 | Shai Gilgeous-Alexander (25) | Vince Hunter (8)       | Sindarius Thornwell (4)     | Thomas & Mack Center | 1 - 2 |
| 4     | 11 juillet | Washington   | V 89-74  | Reggie Upshaw (24)           | Ángel Delgado (10)     | Alexander, Thornwell (6)    | Cox Pavilion         | 2 - 2 |
| 5     | 12 juillet | L.A. Lakers  | D 69-82  | Thornwell, Rodriguez (17)    | Reggie Upshaw (8)      | Reggie Upshaw (4)           | Thomas & Mack Center | 2 - 3 |
| 6     | 13 juillet | Atlanta      | D 81-97  | Jordan Mathews (18)          | Reggie Upshaw (9)      | Jawun Evans (7)             | Thomas & Mack Center | 2 - 4 |

### Pré-saison
| Pré-saison Total: 5-0 (Domicile: 4-0; Extérieur: 1-0) |

| Match | Date match   | Équipe        | Score     | Meilleur marqueur     | Meilleur rebondeur                       | Meilleur passeur                 | Lieux Spectateurs   | Série |
| ----- | ------------ | ------------- | --------- | --------------------- | ---------------------------------------- | -------------------------------- | ------------------- | ----- |
| 1     | 30 septembre | Sydney        | V 91-110  | Tobias Harris (20)    | Tobias Harris (11)                       | Beverley, Gallinari & Harris (5) | Stan Sheriff Center | 1 - 0 |
| 2     | 3 octobre    | Minnesota     | V 128-101 | Tobias Harris (23)    | Gallinari, Harris, Wallace & Harrell (6) | Beverley, Alexander (5)          | Staples Center      | 2 - 0 |
| 3     | 6 octobre    | @ L.A. Lakers | V 103-87  | Lou Williams (19)     | Marcin Gortat (9)                        | Beverley, Scott (4)              | Honda Center        | 3 - 0 |
| 4     | 9 octobre    | Denver        | V 109-103 | Danilo Gallinari (16) | Boban Marjanović (12)                    | Lou Williams (5)                 | Staples Center      | 4 - 0 |
| 5     | 11 octobre   | Maccabi Haïfa | V 124-76  | Boban Marjanović (18) | Boban Marjanović (12)                    | Shai Gilgeous-Alexander (7)      | Staples Center      | 5 - 0 |

### Saison régulière
| Saison régulière Total: 48-34 (Domicile: 26-15; Extérieur: 22-19) |

| Match | Date match | Équipe             | Score     | Meilleur marqueur      | Meilleur rebondeur    | Meilleur passeur           | Lieux                   | Série |
| ----- | ---------- | ------------------ | --------- | ---------------------- | --------------------- | -------------------------- | ----------------------- | ----- |
| 1     | 17 octobre | Denver             | D 98-107  | Tobias Harris (19)     | Tobias Harris (10)    | Patrick Beverley (6)       | Staples Center          | 0 - 1 |
| 2     | 19 octobre | Oklahoma City      | V 108-92  | Gallinari, Harris (26) | Marcin Gortat (12)    | Patrick Beverley (5)       | Staples Center          | 1 - 1 |
| 3     | 21 octobre | Houston            | V 115-112 | Tobias Harris (23)     | Montrezl Harrell (10) | Gallinari, G-Alexander (4) | Staples Center          | 2 - 1 |
| 4     | 23 octobre | @ Nouvelle-Orléans | D 109-116 | Tobias Harris (26)     | Patrick Beverley (10) | Patrick Beverley (8)       | Smoothie King Center    | 2 - 2 |
| 5     | 26 octobre | @ Houston          | V 133-113 | Montrezl Harrell (30)  | Tobias Harris (9)     | Miloš Teodosić (5)         | Toyota Center           | 3 - 2 |
| 6     | 28 octobre | Washington         | V 136-104 | Tobias Harris (22)     | Tobias Harris (11)    | Shai G-Alexander (7)       | Staples Center          | 4 - 2 |
| 7     | 30 octobre | @ Oklahoma City    | D 110-128 | Danilo Gallinari (27)  | Patrick Beverley (7)  | Patrick Beverley (6)       | Chesapeake Energy Arena | 4 - 3 |

| Match | Date match   | Équipe         | Score          | Meilleur marqueur        | Meilleur rebondeur    | Meilleur passeur            | Lieux              | Série  |
| ----- | ------------ | -------------- | -------------- | ------------------------ | --------------------- | --------------------------- | ------------------ | ------ |
| 8     | 1er novembre | @ Philadelphie | D 113-122      | Louis Williams (26)      | Boban Marjanović (11) | Patrick Beverley (4)        | Wells Fargo Center | 4 - 4  |
| 9     | 2 novembre   | @ Orlando      | V 120-95       | Louis Williams (28)      | Montrezl Harrell (12) | Mike Scott (4)              | Amway Center       | 5 - 4  |
| 10    | 5 novembre   | Minnesota      | V 120-109      | Harris, Gallinari (22)   | Tobias Harris (10)    | Louis Williams (6)          | Staples Center     | 6 - 4  |
| 11    | 8 novembre   | @ Portland     | D 105-116      | Gallinari, Williams (20) | Tobias Harris (11)    | Louis Williams (7)          | Moda Center        | 6 - 5  |
| 12    | 10 novembre  | Milwaukee      | V 128-126 (OT) | Montrezl Harrell (26)    | Tobias Harris (11)    | Louis Williams (10)         | Staples Center     | 7 - 5  |
| 13    | 12 novembre  | Golden State   | V 121-116 (OT) | Louis Williams (25)      | Harris, Harrell (8)   | Louis Williams (6)          | Staples Center     | 8 - 5  |
| 14    | 15 novembre  | San Antonio    | V 116-111      | Louis Williams (23)      | Tobias Harris (8)     | Harris, Harrell (5)         | Staples Center     | 9 - 5  |
| 15    | 17 novembre  | @ Brooklyn     | V 127-119      | Danilo Gallinari (28)    | Montrezl Harrell (10) | Patrick Beverley (8)        | Barclays Center    | 10 - 5 |
| 16    | 19 novembre  | @ Atlanta      | V 127-119      | Montrezl Harrell (25)    | Montrezl Harrell (11) | Louis Williams (11)         | State Farm Arena   | 11 - 5 |
| 17    | 20 novembre  | @ Washington   | D 118-125      | Tobias Harris (29)       | Harris, Harrell (9)   | Beverley, Gallinari (5)     | Capital One Arena  | 11 - 6 |
| 18    | 23 novembre  | Memphis        | V 112-107      | Montrezl Harrell (22)    | Montrezl Harrell (11) | Louis Williams (6)          | Staples Center     | 12 - 6 |
| 19    | 25 novembre  | @ Portland     | V 104-100      | Tobias Harris (34)       | Tobias Harris (11)    | Danilo Gallinari (5)        | Moda Center        | 13 - 6 |
| 20    | 28 novembre  | Phoenix        | V 115-99       | Danilo Gallinari (28)    | Boban Marjanovic (12) | Shai Gilgeous-Alexander (6) | Staples Center     | 14 - 6 |
| 21    | 29 novembre  | @ Sacramento   | V 133-121      | Tobias Harris (28)       | Trois joueurs (6)     | Avery Bradley (6)           | Golden 1 Center    | 15 - 6 |

| Match | Date match  | Équipe             | Score          | Meilleur marqueur       | Meilleur rebondeur     | Meilleur passeur            | Lieux                      | Série   |
| ----- | ----------- | ------------------ | -------------- | ----------------------- | ---------------------- | --------------------------- | -------------------------- | ------- |
| 22    | 2 décembre  | @ Dallas           | D 110-114      | Montrezl Harrell (23)   | Montrezl Harrell (10)  | Lou Williams (8)            | American Airlines Center   | 15 - 7  |
| 23    | 3 décembre  | @ Nouvelle-Orléans | V 129-126      | Tobias Harris (27)      | Marcin Gortat (7)      | Lou Williams (6)            | New Orleans Arena          | 16 - 7  |
| 24    | 6 décembre  | @ Memphis          | D 86-96        | Boban Marjanović (19)   | Tobias Harris (12)     | Lou Williams (7)            | FedExForum                 | 16 - 8  |
| 25    | 8 décembre  | Miami              | D 98-121       | Tobias Harris (20)      | Danilo Gallinari (10)  | Lou Williams (5)            | Staples Center             | 16 - 9  |
| 26    | 10 décembre | @ Phoenix          | V 123-119 (OT) | Tobias Harris (33)      | Harris, Marjanović (8) | Shai Gilgeous-Alexander (5) | Talking Stick Resort Arena | 17 - 9  |
| 27    | 11 décembre | Toronto            | D 99-123       | Boban Marjanović (18)   | Mike Scott (11)        | Tyrone Wallace (6)          | Staples Center             | 17 - 10 |
| 28    | 13 décembre | @ San Antonio      | D 87-125       | Tobias Harris (17)      | Marcin Gortat (8)      | Marcin Gortat (5)           | AT&T Center                | 17 - 11 |
| 29    | 15 décembre | @ Oklahoma City    | D 104-110      | Danilo Gallinari (28)   | Tobias Harris (9)      | Avery Bradley (4)           | Chesapeake Energy Arena    | 17 - 12 |
| 30    | 17 décembre | Portland           | D 127-131      | Tobias Harris (39)      | Tobias Harris (11)     | Patrick Beverley (11)       | Staples Center             | 17 - 13 |
| 31    | 20 décembre | Dallas             | V 125-121      | Danilo Gallinari (32)   | Tobias Harris (9)      | Lou Williams (8)            | Staples Center             | 18 - 13 |
| 32    | 22 décembre | Denver             | V 132-111      | Gallinari, Harris (21)  | Marcin Gortat (11)     | Lou Williams (7)            | Staples Center             | 19 - 13 |
| 33    | 23 décembre | @ Golden State     | D 127-129      | Tobias Harris (32)      | Danilo Gallinari (11)  | Lou Williams (9)            | Oracle Arena               | 19 - 14 |
| 34    | 26 décembre | Sacramento         | V 127-118      | Lou Williams (24)       | Montrezl Harrell (9)   | Lou Williams (6)            | Staples Center             | 20 - 14 |
| 35    | 28 décembre | @ L.A. Lakers      | V 118-107      | Lou Williams (36)       | Gallinari, Harris (10) | Marcin Gortat (5)           | Staples Center             | 21 - 14 |
| 36    | 29 décembre | San Antonio        | D 111-122      | Gallinari, Harrell (21) | Danilo Gallinari (9)   | Lou Williams (7)            | Staples Center             | 21 - 15 |

| Match | Date match  | Équipe           | Score          | Meilleur marqueur     | Meilleur rebondeur    | Meilleur passeur            | Lieux                      | Série   |
| ----- | ----------- | ---------------- | -------------- | --------------------- | --------------------- | --------------------------- | -------------------------- | ------- |
| 37    | 1er janvier | Philadelphie     | D 113-119      | Lou Williams (22)     | Montrezl Harrell (10) | Shai Gilgeous-Alexander (5) | Staples Center             | 21 - 16 |
| 38    | 4 janvier   | @ Phoenix        | V 121-111      | Lou Williams (21)     | Marcin Gortat (13)    | Shai Gilgeous-Alexander (9) | Talking Stick Resort Arena | 22 - 16 |
| 39    | 5 janvier   | Orlando          | V 106-96       | Tobias Harris (28)    | Marcin Gortat (10)    | Marcin Gortat (6)           | Staples Center             | 23 - 16 |
| 40    | 8 janvier   | Charlotte        | V 128-109      | Lou Williams (27)     | Montrezl Harrell (11) | Lou Williams (10)           | Staples Center             | 24 - 16 |
| 41    | 10 janvier  | @ Denver         | D 100-121      | Lou Williams (19)     | Tobias Harris (11)    | Lou Williams (5)            | Pepsi Center               | 24 - 17 |
| 42    | 12 janvier  | Détroit          | D 104-109      | Danilo Gallinari (23) | Tobias Harris (10)    | Montrezl Harrell (6)        | Staples Center             | 24 - 18 |
| 43    | 14 janvier  | Nouvelle-Orléans | D 117-121      | Montrezl Harrell (26) | Patrick Beverley (11) | Patrick Beverley (7)        | Staples Center             | 24 - 19 |
| 44    | 16 janvier  | Utah             | D 109-129      | Lou Williams (23)     | Montrezl Harrell (7)  | Lou Williams (6)            | Staples Center             | 24 - 20 |
| 45    | 18 janvier  | Golden State     | D 94-112       | Tobias Harris (28)    | Harrell, Harris (9)   | Shai Gilgeous-Alexander (5) | Staples Center             | 24 - 21 |
| 46    | 20 janvier  | @ San Antonio    | V 103-95       | Tobias Harris (27)    | Patrick Beverley (12) | Tobias Harris (9)           | AT&T Center                | 25 - 21 |
| 47    | 22 janvier  | @ Dallas         | D 98-106       | Patrick Beverley (16) | Patrick Beverley (9)  | Harris, Williams (4)        | American Airlines Center   | 25 - 22 |
| 48    | 23 janvier  | @ Miami          | V 111-99       | Tobias Harris (31)    | Marcin Gortat (8)     | Harris, Williams (6)        | American Airlines Arena    | 26 - 22 |
| 49    | 25 janvier  | @ Chicago        | V 106-101      | Lou Williams (31)     | Lou Williams (10)     | Lou Williams (10)           | United Center              | 27 - 22 |
| 50    | 27 janvier  | Sacramento       | V 122-108      | Montrezl Harrell (25) | Patrick Beverley (10) | Lou Williams (10)           | Staples Center             | 28 - 22 |
| 51    | 28 janvier  | Atlanta          | D 118-123      | Tobias Harris (30)    | Patrick Beverley (10) | Lou Williams (9)            | Staples Center             | 28 - 23 |
| 52    | 31 janvier  | L.A. Lakers      | D 120-123 (OT) | Lou Williams (24)     | Quatre joueurs (8)    | Tobias Harris (8)           | Staples Center             | 28 - 24 |

| Match                  | Date match | Équipe      | Score     | Meilleur marqueur            | Meilleur rebondeur    | Meilleur passeur            | Lieux                   | Série   |
| ---------------------- | ---------- | ----------- | --------- | ---------------------------- | --------------------- | --------------------------- | ----------------------- | ------- |
| 53                     | 2 février  | @ Détroit   | V 111-101 | Lou Williams (39)            | Boban Marjanović (10) | Lou Williams (9)            | Little Caesars Arena    | 29 - 24 |
| 54                     | 3 février  | @ Toronto   | D 103-121 | Shai Gilgeous-Alexander (19) | Boban Marjanović (9)  | Alexander, Williams (3)     | Scotiabank Arena        | 29 - 25 |
| 55                     | 5 février  | @ Charlotte | V 117-115 | Tobias Harris (34)           | Montrezl Harrell (10) | Lou Williams (6)            | Spectrum Center         | 30 - 25 |
| 56                     | 7 février  | @ Indiana   | D 92-116  | Montrezl Harrell (19)        | Johnathan Motley (7)  | Shai Gilgeous-Alexander (6) | Bankers Life Fieldhouse | 30 - 26 |
| 57                     | 9 février  | @ Boston    | V 123-112 | Montrezl Harrell (21)        | Danilo Gallinari (10) | Patrick Beverley (7)        | TD Garden               | 31 - 26 |
| 58                     | 11 février | @ Minnesota | D 120-130 | Lou Williams (45)            | Montrezl Harrell (12) | Beverley, Harrell (6)       | Target Center           | 31 - 27 |
| 59                     | 13 février | Phoenix     | V 134-107 | Lou Williams (30)            | Green, Zubac (7)      | Lou Williams (10)           | Staples Center          | 32 - 27 |
| NBA All-Star Game 2019 |            |             |           |                              |                       |                             |                         |         |
| 60                     | 23 février | @ Memphis   | V 112-106 | Montrezl Harrell (30)        | Patrick Beverley (10) | Lou Williams (8)            | FedExForum              | 33 - 27 |
| 61                     | 24 février | @ Denver    | D 96-123  | Lou Williams (24)            | JaMychal Green (9)    | Beverley, Alexander (4)     | Pepsi Center            | 33 - 28 |
| 62                     | 26 février | Dallas      | V 121-112 | Montrezl Harrell (32)        | Trois joueurs (8)     | Lou Williams (10)           | Staples Center          | 34 - 28 |
| 63                     | 28 février | @ Utah      | D 105-111 | Gallinari, Williams (18)     | Patrick Beverley (10) | Lou Williams (6)            | EnergySolutions Arena   | 34 - 29 |

| Match | Date match | Équipe        | Score     | Meilleur marqueur            | Meilleur rebondeur    | Meilleur passeur                 | Lieux                 | Série   |
| ----- | ---------- | ------------- | --------- | ---------------------------- | --------------------- | -------------------------------- | --------------------- | ------- |
| 64    | 1er mars   | @ Sacramento  | V 116-109 | Landry Shamet (20)           | JaMychal Green (11)   | Lou Williams (4)                 | Golden 1 Center       | 35 - 29 |
| 65    | 3 mars     | New York      | V 128-107 | Landry Shamet (21)           | Ivica Zubac (11)      | Lou Williams (6)                 | Staples Center        | 36 - 29 |
| 66    | 4 mars     | @ L.A Lakers  | V 113-105 | Danilo Gallinari (23)        | Montrezl Harrell (11) | Harrell, Williams (5)            | Staples Center        | 37 - 29 |
| 67    | 8 mars     | Oklahoma City | V 118-110 | Lou Williams (40)            | JaMychal Green (8)    | Patrick Beverley (6)             | Staples Center        | 38 - 29 |
| 68    | 11 mars    | Boston        | V 140-115 | Lou Williams (34)            | Green, Zubac (7)      | Patrick Beverley (6)             | Staples Center        | 39 - 29 |
| 69    | 12 mars    | Portland      | D 104-125 | Montrezl Harrell (22)        | Ivica Zubac (15)      | Patrick Beverley (7)             | Staples Center        | 39 - 30 |
| 70    | 15 mars    | Chicago       | V 128-121 | Danilo Gallinari (27)        | Patrick Beverley (8)  | Beverley, Gilgeous-Alexander (7) | Staples Center        | 40 - 30 |
| 71    | 17 mars    | Brooklyn      | V 119-116 | Lou Williams (25)            | Danilo Gallinari (11) | Shai Gilgeous-Alexander (10)     | Staples Center        | 41 - 30 |
| 72    | 19 mars    | Indiana       | V 115-109 | Danilo Gallinari (24)        | Montrezl Harrell (12) | Lou Williams (9)                 | Staples Center        | 42 - 30 |
| 73    | 22 mars    | @ Cleveland   | V 110-108 | Danilo Gallinari (27)        | JaMychal Green (9)    | Lou Williams (6)                 | Quicken Loans Arena   | 43 - 30 |
| 74    | 24 mars    | @ New York    | V 124-113 | Lou Williams (29)            | Ivica Zubac (10)      | Shai Gilgeous-Alexander (8)      | Madison Square Garden | 44 - 30 |
| 75    | 26 mars    | @ Minnesota   | V 122-111 | Danilo Gallinari (25)        | Danilo Gallinari (10) | Lou Williams (7)                 | Target Center         | 45 - 30 |
| 76    | 28 mars    | @ Milwaukee   | D 118-128 | Shai Gilgeous-Alexander (21) | Gallinari, Green (8)  | Garrett Temple (5)               | Fiserv Forum          | 45 - 31 |
| 77    | 30 mars    | Cleveland     | V 132-108 | Montrezl Harrell (23)        | JaMychal Green (10)   | Shai Gilgeous-Alexander (8)      | Staples Center        | 46 - 31 |
| 78    | 31 mars    | Memphis       | V 113-96  | Danilo Gallinari (27)        | Danilo Gallinari (15) | Danilo Gallinari (5)             | Staples Center        | 47 - 31 |

| Match | Date match | Équipe         | Score          | Meilleur marqueur            | Meilleur rebondeur | Meilleur passeur        | Lieux          | Série   |
| ----- | ---------- | -------------- | -------------- | ---------------------------- | ------------------ | ----------------------- | -------------- | ------- |
| 79    | 3 avril    | Houston        | D 103-135      | Shai Gilgeous-Alexander (20) | Ivica Zubac (8)    | Lou Williams (7)        | Staples Center | 47 - 32 |
| 80    | 5 avril    | L.A. Lakers    | D 117-122      | Danilo Gallinari (27)        | Trois joueurs (8)  | Gallinari, Williams (8) | Staples Center | 47 - 33 |
| 81    | 7 avril    | @ Golden State | D 104-131      | Landry Shamet (17)           | Ivica Zubac (8)    | Lou Williams (5)        | Oracle Arena   | 47 - 34 |
| 82    | 10 avril   | Utah           | V 143-137 (OT) | Montrezl Harrell (24)        | Ivica Zubac (11)   | Patrick Beverley (6)    | Staples Center | 48 - 34 |

### Playoffs
| Playoffs Total: 2-4 (Domicile: 0-3; Extérieur: 2-1) |

| Match | Date match | Équipe         | Score     | Meilleur marqueur            | Meilleur rebondeur    | Meilleur passeur     | Lieux Spectateurs | Série |
| ----- | ---------- | -------------- | --------- | ---------------------------- | --------------------- | -------------------- | ----------------- | ----- |
| 1     | 13 avril   | @ Golden State | D 104-121 | Montrezl Harrell (26)        | Danilo Gallinari (8)  | Lou Williams (9)     | Oracle Arena      | 0 - 1 |
| 2     | 15 avril   | @ Golden State | V 135-131 | Lou Williams (36)            | Montrezl Harrell (10) | Lou Williams (11)    | Oracle Arena      | 1 - 1 |
| 3     | 18 avril   | Golden State   | D 105-132 | Ivica Zubac (18)             | Ivica Zubac (15)      | Lou Williams (6)     | AT&T Center       | 1 - 2 |
| 4     | 21 avril   | Golden State   | D 105-113 | Shai Gilgeous-Alexander (25) | Patrick Beverley (10) | Patrick Beverley (5) | AT&T Center       | 1 - 3 |
| 5     | 24 avril   | @ Golden State | V 129-121 | Lou Williams (33)            | Patrick Beverley (14) | Lou Williams (10)    | Oracle Arena      | 2 - 3 |
| 6     | 26 avril   | Golden State   | D 129-110 | Danilo Gallinari (29)        | Patrick Beverley (14) | Patrick Beverley (7) | AT&T Center       | 2 - 4 |

### Confrontations en saison régulière
| Conférence Est      | Conférence Est                            | Conférence Est                            | Conférence Ouest                          | Conférence Ouest                          | Conférence Ouest                          | Conférence Ouest                          | Conférence Ouest                          |
| Division Atlantique | Division Atlantique                       | Division Atlantique                       | Division Nord-Ouest                       | Division Nord-Ouest                       | Division Nord-Ouest                       | Division Nord-Ouest                       | Division Nord-Ouest                       |
| Équipe              | Domicile                                  | Extérieur                                 | Équipe                                    | Domicile                                  | Domicile                                  | Extérieur                                 | Extérieur                                 |
| ------------------- | ----------------------------------------- | ----------------------------------------- | ----------------------------------------- | ----------------------------------------- | ----------------------------------------- | ----------------------------------------- | ----------------------------------------- |
| Boston              | 140-115                                   | 123-112                                   | Denver                                    | 98-107                                    | 132-111                                   | 100-121                                   | 96-123                                    |
| Brooklyn            | 119-116                                   | 127-119                                   | Minnesota                                 | 120-109                                   |                                           | 120-130                                   | 122-111                                   |
| New York            | 128-107                                   | 124-113                                   | Oklahoma City                             | 108-92                                    | 118-110                                   | 110-128                                   | 104-110                                   |
| Philadelphie        | 113-119                                   | 113-122                                   | Portland                                  | 127-131                                   | 104-125                                   | 105-116                                   | 104-100                                   |
| Toronto             | 99-123                                    | 103-121                                   | Utah                                      | 109-129                                   | 143-137 (OT)                              | 105-111                                   |                                           |
|                     | 3–2                                       | 3–2                                       |                                           | 5–4                                       | 5–4                                       | 2–7                                       | 2–7                                       |
| Division            | 6–4                                       | 6–4                                       | Division                                  | 7–11                                      | 7–11                                      | 7–11                                      | 7–11                                      |
| Division Centrale   | Division Centrale                         | Division Centrale                         | Division Pacifique                        | Division Pacifique                        | Division Pacifique                        | Division Pacifique                        | Division Pacifique                        |
| Équipe              | Domicile                                  | Extérieur                                 | Équipe                                    | Domicile                                  | Domicile                                  | Extérieur                                 | Extérieur                                 |
| Chicago             | 128-121                                   | 106-101                                   | Golden State                              | 121-116 (OT)                              | 94-112                                    | 127-129                                   | 104-131                                   |
| Cleveland           | 132-108                                   | 110-108                                   |                                           |                                           |                                           |                                           |                                           |
| Detroit             | 104-109                                   | 111-101                                   | L.A. Lakers                               | 120-123                                   | 117-122                                   | 118-107                                   | 113-105                                   |
| Indiana             | 115-109                                   | 92-116                                    | Phoenix                                   | 115-99                                    | 134-107                                   | 123-119 (OT)                              | 121-111                                   |
| Milwaukee           | 128-126 (OT)                              | 118-128                                   | Sacramento                                | 127-118                                   | 122-108                                   | 133-121                                   | 116-109                                   |
|                     | 4–1                                       | 3–2                                       |                                           | 5–3                                       | 5–3                                       | 6–2                                       | 6–2                                       |
| Division            | 7–3                                       | 7–3                                       | Division                                  | 11–5                                      | 11–5                                      | 11–5                                      | 11–5                                      |
| Division Sud-Est    | Division Sud-Est                          | Division Sud-Est                          | Division Sud-Ouest                        | Division Sud-Ouest                        | Division Sud-Ouest                        | Division Sud-Ouest                        | Division Sud-Ouest                        |
| Équipe              | Domicile                                  | Extérieur                                 | Équipe                                    | Domicile                                  | Domicile                                  | Extérieur                                 | Extérieur                                 |
| Atlanta             | 118-123                                   | 127-119                                   | Dallas                                    | 125-121                                   | 121-112                                   | 110-114                                   | 98-106                                    |
| Charlotte           | 128-109                                   | 117-115                                   | Houston                                   | 115-112                                   | 103-135                                   | 133-113                                   |                                           |
| Miami               | 98-121                                    | 111-99                                    | Memphis                                   | 112-107                                   | 113-96                                    | 86-96                                     | 112-106                                   |
| Orlando             | 106-96                                    | 120-95                                    | New Orleans                               | 117-121                                   |                                           | 109-116                                   | 129-126                                   |
| Washington          | 136-104                                   | 118-125                                   | San Antonio                               | 116-111                                   | 111-122                                   | 87-125                                    | 103-95                                    |
|                     | 3–2                                       | 4–1                                       |                                           | 6–3                                       | 6–3                                       | 4–5                                       | 4–5                                       |
| Division            | 7–3                                       | 7–3                                       | Division                                  | 10–8                                      | 10–8                                      | 10–8                                      | 10–8                                      |
| Conférence          | 20–10 (Domicile: 10–5; Extérieur: 10–5)   | 20–10 (Domicile: 10–5; Extérieur: 10–5)   | Conférence                                | 28–23 (Domicile: 16–10; Extérieur: 12–14) | 28–23 (Domicile: 16–10; Extérieur: 12–14) | 28–23 (Domicile: 16–10; Extérieur: 12–14) | 28–23 (Domicile: 16–10; Extérieur: 12–14) |
| Total               | 48–34 (Domicile: 26–15; Extérieur: 22–19) | 48–34 (Domicile: 26–15; Extérieur: 22–19) | 48–34 (Domicile: 26–15; Extérieur: 22–19) | 48–34 (Domicile: 26–15; Extérieur: 22–19) | 48–34 (Domicile: 26–15; Extérieur: 22–19) | 48–34 (Domicile: 26–15; Extérieur: 22–19) | 48–34 (Domicile: 26–15; Extérieur: 22–19) |

## Classements de la saison régulière
| Conférence Ouest | Conférence Ouest                | Conférence Ouest | Conférence Ouest | Conférence Ouest | Conférence Ouest | Conférence Ouest | Conférence Ouest |
| No               | Franchise                       | Vic.             | Def.             | MJ               | V/D              | GB               |                  |
| ---------------- | ------------------------------- | ---------------- | ---------------- | ---------------- | ---------------- | ---------------- | ---------------- |
| 1                | Warriors de Golden State T      | 57               | 25               | 82               | .695             | –                |                  |
| 2                | Nuggets de Denver               | 54               | 28               | 82               | .659             | 3                |                  |
| 3                | Trail Blazers de Portland       | 53               | 29               | 82               | .646             | 4                |                  |
| 4                | Rockets de Houston              | 53               | 29               | 82               | .646             | 4                |                  |
| 5                | Jazz de l'Utah                  | 50               | 32               | 82               | .610             | 7                |                  |
| 6                | Thunder d'Oklahoma City         | 49               | 33               | 82               | .598             | 8                |                  |
| 7                | Spurs de San Antonio            | 48               | 34               | 82               | .585             | 9                |                  |
| 8                | Clippers de Los Angeles         | 48               | 34               | 82               | .585             | 9                |                  |
|                  |                                 |                  |                  |                  |                  |                  |                  |
| 9                | Kings de Sacramento             | 39               | 43               | 82               | .476             | 18               |                  |
| 10               | Lakers de Los Angeles           | 37               | 45               | 82               | .451             | 20               |                  |
| 11               | Timberwolves du Minnesota       | 36               | 46               | 82               | .439             | 21               |                  |
| 12               | Grizzlies de Memphis            | 33               | 49               | 82               | .402             | 24               |                  |
| 13               | Pelicans de La Nouvelle-Orléans | 33               | 49               | 82               | .402             | 24               |                  |
| 14               | Mavericks de Dallas             | 33               | 49               | 82               | .402             | 24               |                  |
| 15               | Suns de Phoenix                 | 19               | 63               | 82               | .232             | 38               |                  |

| Division Pacifique             | V  | D  | MJ | V/D  | GB | Dom   | Ext   | Div  |
| ------------------------------ | -- | -- | -- | ---- | -- | ----- | ----- | ---- |
| Warriors de Golden State T (1) | 57 | 25 | 82 | .695 | –  | 30–11 | 27–14 | 13–3 |
| Clippers de Los Angeles (8)    | 48 | 34 | 82 | .585 | 9  | 26–15 | 22–19 | 11–5 |
| Kings de Sacramento (9)        | 39 | 43 | 82 | .476 | 18 | 24–17 | 15–26 | 4–12 |
| Lakers de Los Angeles (10)     | 37 | 45 | 82 | .451 | 20 | 22–19 | 15–26 | 9–7  |
| Suns de Phoenix (15)           | 19 | 63 | 82 | .232 | 38 | 12–29 | 7–34  | 3–13 |

## Effectif

### Effectif actuel
| Clippers de Los Angeles Effectif en fin de saison régulière    |    |                                      |                             |                   |
| Entraîneur : Doc Rivers                                        |    |                                      |                             |                   |
| Meneur                                                         | 21 | Drapeau des États-Unis               | Patrick Beverley            | Arkansas          |
| Ailier / Ailier fort                                           | 22 | Drapeau des États-Unis               | Wilson Chandler             | DePaul            |
| Pivot                                                          | 31 | Drapeau de la République dominicaine | Ángel Delgado (R) (TW)      | Seton Hall        |
| Ailier                                                         | 8  | Drapeau de l'Italie                  | Danilo Gallinari            | Olimpia Milan     |
| Meneur                                                         | 2  | Drapeau du Canada                    | Shai Gilgeous-Alexander (R) | Kentucky          |
| Ailier fort                                                    | 4  | Drapeau des États-Unis               | JaMychal Green              | Alabama           |
| Ailier fort / Pivot                                            | 5  | Drapeau des États-Unis               | Montrezl Harrell            | Louisville        |
| Arrière / Ailier                                               | 19 | Drapeau des États-Unis               | Rodney McGruder             | Kansas State      |
| Ailier fort                                                    | 15 | Drapeau des États-Unis               | Johnathan Motley (TW)       | Baylor            |
| Arrière                                                        | 10 | Drapeau des États-Unis               | Jerome Robinson (R)         | Boston College    |
| Arrière                                                        | 20 | Drapeau des États-Unis               | Landry Shamet (R)           | Wichita State     |
| Arrière / Ailier                                               | 17 | Drapeau des États-Unis               | Garrett Temple              | LSU               |
| Meneur / Arrière                                               | 0  | Drapeau des États-Unis               | Sindarius Thornwell         | South Carolina    |
| Meneur / Arrière                                               | 9  | Drapeau des États-Unis               | Tyrone Wallace              | California        |
| Meneur / Arrière                                               | 23 | Drapeau des États-Unis               | Lou Williams                | South Gwinnett HS |
| Pivot                                                          | 40 | Drapeau de la Croatie                | Ivica Zubac                 | KK Mega Leks      |
| (C) - Capitaine, (R) - Rookie, (TW) - Two-way contract, Blessé |    |                                      |                             |                   |

## Transactions

### Échanges
| 21 juin 2018 (Jour de la draft) | A Clippers de Los AngelesDroits sur Shai Gilgeous-Alexander (#11) | A Hornets de CharlotteDroits sur Miles Bridges (#12) Second tour de draft 2020 (de Cleveland) Second tour de draft 2021 |
| 26 juin 2018                    | A Clippers de Los AngelesMarcin Gortat | A Wizards de WashingtonAustin Rivers                                                                                    |
| 23 juillet 2018                 | A Clippers de Los AngelesJohnathan Motley (two-way) Droits sur Renaldas Seibutis (2007 #50) | A Mavericks de DallasDroits sur Maarty Leunen (2008 #54) Compensation financière de 50 000 $                            |
| 7 août 2018                     | A Clippers de Los AngelesDroits sur Vladimir Veremeenko (2006 #48) | A Cavaliers de ClevelandSam Dekker Droits sur Renaldas Seibutis (2007 #50) Compensation financière de 1 247 494 $       |
| 15 octobre 2018                 | A Clippers de Los AngelesAlexis Ajinça | A Pelicans de La Nouvelle-OrléansWesley Johnson                                                                         |
| 6 février 2019                  | A Clippers de Los AngelesWilson Chandler Mike Muscala Landry Shamet Premier tour de draft 2020 (protégé) Premier tour de draft 2021 de Miami Second tour de draft 2021 de Détroit Second tour de draft 2023 de Détroit | A 76ers de PhiladelphieTobias Harris Boban Marjanović Mike Scott                                                        |
| 7 février 2019                  | A Clippers de Los AngelesMichael Beasley Ivica Zubac | A Lakers de Los AngelesMike Muscala                                                                                     |
| 7 février 2019                  | A Clippers de Los AngelesJaMychal Green Garrett Temple | A Grizzlies de MemphisAvery Bradley                                                                                     |

### Joueurs qui re-signent
| Date       | Joueur           | Contrat |
| ---------- | ---------------- | --- |
| 09/07/2018 | Avery Bradley    | Contrat partiellement garanti de 24 960 000 $ sur 2 ans.                                                          |
| 24/07/2018 | Montrezl Harrell | Contrat de 12 000 000 $ sur 2 ans.                                                                                |
| 05/09/2018 | Tyrone Wallace   | Contrat partiellement garanti de 2 937 614 $ sur 2 ans. (Los Angeles s'aligne sur l'offre de La Nouvelle-Orléans) |

### Options dans les contrats
| Date       | Joueur         | Option                                                                             |
| ---------- | -------------- | ---------------------------------------------------------------------------------- |
| 08/05/2018 | Wesley Johnson | Wesley Johnson exerce son option joueur de 6 134 520 $ pour la saison 2018-2019.   |
| 22/06/2018 | Austin Rivers  | Austin Rivers exerce son option joueur de 12 650 000 $ pour la saison 2018-2019.   |
| 22/06/2018 | Miloš Teodosić | Miloš Teodosić exerce son option joueur de 6 300 000 $ pour la saison 2018-2019.   |
| 30/06/2018 | DeAndre Jordan | DeAndre Jordan décline son option joueur de 24 119 025 $ pour la saison 2018-2019. |

### Arrivés

#### Draft
| Date       | Joueur                  | Contrat                                   | Provenance                      |
| ---------- | ----------------------- | ----------------------------------------- | ------------------------------- |
| 03/07/2018 | Shai Gilgeous-Alexander | Contrat rookie de 16 965 132 $ sur 4 ans. | Wildcats du Kentucky (NCAA)     |
| 05/07/2018 | Jerome Robinson         | Contrat rookie de 15 692 356 $ sur 4 ans. | Eagles de Boston College (NCAA) |

#### Agents libres
| Date       | Joueur           | Contrat                                             | Provenance                          |
| ---------- | ---------------- | --------------------------------------------------- | ----------------------------------- |
| 09/07/2018 | Mike Scott       | Contrat de 4 320 500 $ sur 1 an.                    | Wizards de Washington               |
| 10/07/2018 | Luc Mbah a Moute | Contrat de 4 320 500 $ sur 1 an.                    | Rockets de Houston                  |
| 09/04/2019 | Rodney McGruder  | Contrat de 1 544 951 $ jusqu'à la fin de la saison. | Heat de Miami (Claimed off waivers) |

#### Two-way contract
| Date       | Joueur        | Provenance                   |
| ---------- | ------------- | ---------------------------- |
| 06/07/2017 | Ángel Delgado | Pirates de Seton Hall (NCAA) |

#### Contrats de 10 jours
| Date       | Joueur       | Contrat                                  | Provenance                        |
| ---------- | ------------ | ---------------------------------------- | --------------------------------- |
| 13/03/2019 | Justin Bibbs | Contrat de 47 371 $ sur 10 jours.        | Red Claws du Maine (NBA G-League) |
| 23/03/2019 | Justin Bibbs | Second contrat de 47 371 $ sur 10 jours. | Clippers de Los Angeles           |

#### Camps d'entraînement
| Date       | Joueur         | Contrat                             | Provenance                   |
| ---------- | -------------- | ----------------------------------- | ---------------------------- |
| 07/09/2018 | Desi Rodriguez | Contrat non garanti de 838 464 $.   | Pirates de Seton Hall (NCAA) |
| 12/10/2018 | Jamel Artis    | Contrat non garanti de 1 349 383 $. | Kings de Sacramento          |

### Départs

#### Agents libres
| Date       | Joueur         | Nouvelle équipe     |
| ---------- | -------------- | ------------------- |
| 01/07/2018 | DeAndre Jordan | Mavericks de Dallas |
| 30/09/2018 | Glen Davis     | KK Zadar            |

#### Joueurs coupés
| Date       | Joueur           | Nouvelle équipe           |
| ---------- | ---------------- | ------------------------- |
| 27/07/2018 | C.J. Williams    | Mavericks de Dallas       |
| 07/02/2019 | Marcin Gortat    |                           |
| 07/02/2019 | Miloš Teodosić   |                           |
| 09/02/2019 | Michael Beasley  | Guangdong Southern Tigers |
| 07/04/2019 | Luc Mbah a Moute |                           |

#### Non retenu après les camps d’entraînements
| Joueur         |
| -------------- |
| Alexis Ajinça  |
| Jamel Artis    |
| Jawun Evans    |
| Desi Rodriguez |

## Joueurs "agents libres" à la fin de la saison
| Joueur           | Fin de saison         |
| ---------------- | --------------------- |
| Patrick Beverley | Agent libre           |
| Wilson Chandler  | Agent libre           |
| JaMychal Green   | Agent libre           |
| Rodney McGruder  | Agent libre restreint |
| Garrett Temple   | Agent libre           |
| Ivica Zubac      | Agent libre restreint |

## Récompenses
| Date                      | Joueur                  | Récompense                                     |
| ------------------------- | ----------------------- | ---------------------------------------------- |
| 19 novembre – 25 novembre | Tobias Harris           | Joueur de la semaine dans la conférence Ouest. |
| Novembre 2018             | Tobias Harris           | Joueur du mois de la conférence Ouest.         |
| Novembre 2018             | Doc Rivers              | Coach du mois de la conférence Ouest.          |
| 15 février                | Shai Gilgeous-Alexander | ☆ Rising Stars Challenge - Team World ☆        |